# Los García, Chihuahua
Los García är en ort i Mexiko.   Den ligger i kommunen Meoqui och delstaten Chihuahua, i den nordvästra delen av landet, 1 200 km nordväst om huvudstaden Mexico City. Los García ligger 1 120 meter över havet och antalet invånare är 890.
Terrängen runt Los García är huvudsakligen platt, men österut är den kuperad.  Trakten runt Los García är nära nog obefolkad, med mindre än två invånare per kvadratkilometer. Närmaste större samhälle är Ciudad Delicias, 18,8 km söder om Los García. Omgivningarna runt Los García är i huvudsak ett öppet busklandskap.